# C12H11N3O2
化学式C12H11N3O2（摩尔质量：229.23 g/mol）可以指：
- 呋烟腙，CAS号：3460-67-1
- 4-苄氨基-3-硝基吡啶，CAS号：100306-70-5
- 2-硝基-4-氨基二苯胺（HC红1），CAS号：2784-89-6
- 4-氨基-4'-硝基二苯胺，CAS号：6149-34-4
- 5-(3-吲哚甲基)乙内酰脲，CAS号：21753-16-2
- 青蓝霉素（青蓝霉素A），CAS号：21802-37-9
- N4-苯甲酰基-5-甲基胞嘧啶，CAS号：126354-30-1

|  | 这个同类索引页列出了具有相同分子式的化学物（即同分異構體）条目。 除非您是有意链接至本页，否则应将相应条目的内部链接指向正确的条目。 |